# Karol Borowski
Karol Borowski, właśc. Karol Billauer (ur. 27 grudnia 1886 w Warszawie, zm. 7 lipca 1968 tamże) – aktor, reżyser, kierownik artystyczny i dyrektor teatrów oraz pedagog.

## Życiorys
Urodził się w rodzinie żydowskiej jako syn sztukatora Michała Billauera i Aleksandry z domu Goldberg, krawcowej. Jego siostra Zofia (1893–1975), była scenografką, żoną Aleksandra Węgierki.
W 1907 ukończył Klasę Dramatyczną przy Warszawskim Towarzystwie Muzycznym. Na scenie zadebiutował 25 sierpnia 1907 w Teatrze Miejskim w Krakowie jako Maska XVIII w Wyzwoleniu. W latach 1908–1910 występował w zespole Aleksandra Zelwerowicza w Łodzi i w objazdach, następnie w latach 1910–1912 w Teatrze Polskim w Poznaniu, w 1912–1913 w teatrze w Wilnie, w którym, w styczniu 1913, debiutował także jako reżyser spektaklem Odrodzenie. W sezonie 1913/14 grał i reżyserował w teatrze w Lublinie (od lutego do maja 1914 był także kierownikiem sceny tego teatru). Od 1915 przez 16 lat grał i dużo reżyserował w Teatrze Polskim w Warszawie. W sezonie 1931/32 był kierownikiem artystycznym Teatru Miejskiego w Łodzi. Lata późniejsze to praca w warszawskich teatrach: Miejskich (1932–1934), TKKT (1934–1936), Narodowym (1936–1939).
Od 15 września do 31 grudnia 1944 kierował Wydziałem Teatralnym Resortu Kultury i Sztuki PKWN w Lublinie. W latach 1945–1946 był kierownikiem artystycznym i reżyserem Teatru Miejskiego w Lublinie oraz prowadził studio aktorskie przy tym teatrze. Później reżyserował w wielu teatrach, m.in. w Teatrze Polskim w Poznaniu, Teatrze Śląskim w Katowicach, warszawskich: Teatrze Polskim i Miejskich Teatrach Dramatycznych, krakowskich: Starym Teatrze i Teatrze im. Juliusza Słowackiego, Teatrze Powszechnym w Łodzi, Teatrze Dolnośląskim we Wrocławiu. Od 1950 był kierownikiem artystycznym, a od sezonu 1950/51 do 30 kwietnia 1955 także dyrektorem Teatru Powszechnego w Warszawie, w latach 1958–1960 dyrektorem i kierownikiem artystycznym Teatru im. Stefana Jaracza w Łodzi. W 1962 wycofał się z działalności teatralnej.
Oprócz pracy w teatrze zajmował się także pracą pedagogiczną. W latach 1923–1925 w Oddziale Dramatycznym warszawskiego Konserwatorium, a od 1934 w Państwowym Instytucie Sztuki Teatralnej (PIST) był cenionym pedagogiem. Wykładał grę aktorską, sprawował także opiekę nad pracami dyplomowymi Wydziału Reżyserii. W latach 1959–1961 był także wykładowcą i prorektorem do spraw teatru PWSTiF w Łodzi.
Od 1947 był mężem aktorki Janiny Martini (1907–1980).
Zmarł w Warszawie, spoczywa razem z siostrą na cmentarzu Wojskowym na Powązkach (kwatera B15-2-29).

## Ordery i odznaczenia
- Krzyż Oficerski Orderu Odrodzenia Polski (15 lipca 1954)[5]
- Złoty Krzyż Zasługi (9 listopada 1932)[6]
- Medal 10-lecia Polski Ludowej (19 stycznia 1955)[7]
- Odznaka 1000-lecia Państwa Polskiego (1967)[8]